# Angerville-la-Martel
Angerville-la-Martel é uma comuna francesa na região administrativa da Normandia, no departamento de Sena Marítimo. Estende-se por uma área de 10,14 km². Em 2010 a comuna tinha 1 101 habitantes (densidade: 108,6 hab./km²).